# Wilfried Urbain Elvis Endzanga
Wilfried Urbain Elvis Endzanga est un footballeur international congolais, né le 28 mars 1980 à Brazzaville. Il évolue au poste d'attaquant durant les années 2000.
Formé au Diables noirs de Brazzaville, il évolue ensuite à l'Étoile du Congo, au Cotonsport Garoua avec qui il remporte le championnat du Cameroun en 2003. Il rejoint ensuite la JS Kabylie et gagne avec ce club le championnat d'Algérie en 2004 puis joue à l'USM Blida avant de terminer sa carrière au Kawkab de Marrakech.
En équipe nationale, il compte quinze sélections pour deux buts inscrits.

## Biographie
Endzanga débute au club congolais des Diables noirs de Brazzaville. Il joue ensuite en faveur de l'Étoile du Congo. 
Après un passage dans le club camerounais du Cotonsport Garoua, il rejoint l'équipe algérienne de la JS Kabylie en 2003. Il inscrit alors quelques buts mais est barré par Hamid Berguiga. Lors de sa deuxième saison au club, il décide alors de quitter la JSK pour l'USM Blida. Puis, en 2008, il s'engage finalement avec le club marocain du marocain du Kawkab de Marrakech. 
Endzenga est international congolais. Il dispute sept matchs de qualifications pour la Coupe du monde : 2 pour les éliminatoires de la Coupe du monde 2006, et 5 pour les éliminatoires de la Coupe du monde 2010. Il inscrit un but face au Soudan en 2008, puis un autre contre le Mali la même année.

## Parcours sportif
- Diables noirs de Brazzaville
- 1999-2002 :  Étoile du Congo
- janv. 2002-2003 :  Cotonsport Garoua
- 2003-2005 :  JS Kabylie (39 matches, 12 buts)
- janv. 2005-2008 :  USM Blida (73 matches, 16 buts)
- 2008-2009 : Kawkab de Marrakech

## Statistiques
| Saison                | Club                  | Championnat           | Championnat | Championnat | Coupe(s) nationale(s) | Coupe(s) nationale(s) | Total | Total |
| Saison                | Club                  | Division              | M.          | B.          | M.                    | B.                    | M.    | B.    |
| 2003-2004             | JS Kabylie            | 1                     | 11          | 4           | 5                     | 5                     | 16    | 9     |
| 2004-2005             | JS Kabylie            | 1                     | 26          | 6           | -                     | -                     | 26    | 6     |
| 2005-2006             | JS Kabylie            | 1                     | 1           | 0           | -                     | -                     | 1     | 0     |
| Sous-total            | Sous-total            | Sous-total            | 38          | 10          | 5                     | 5                     | 43    | 15    |
| 2005-2006             | USM Blida             | 1                     | 12          | 4           | -                     | -                     | 12    | 4     |
| 2006-2007             | USM Blida             | 1                     | 25          | 3           | 1                     | 1                     | 26    | 4     |
| 2007-2008             | USM Blida             | 1                     | 25          | 4           | 3                     | 4                     | 28    | 8     |
| Sous-total            | Sous-total            | Sous-total            | 62          | 11          | 4                     | 5                     | 66    | 16    |
| 2008-2009             | Kawkab de Marrakech   | 1                     | -           | -           | -                     | -                     | 0     | 0     |
| Sous-total            | Sous-total            | Sous-total            | -           | -           | -                     | -                     | 0     | 0     |
| Total sur la carrière | Total sur la carrière | Total sur la carrière | 100         | 21          | 9                     | 10                    | 109   | 31    |

## Palmarès
- Champion du Cameroun en 2003 avec le Cotonsport Garoua.
- Champion d'Algérie en 2004 avec la JS Kabylie.